# Прибулець у капусті (фільм)
«Прибулець у капусті» — радянський ляльковий мультфільм про дружелюбного прибульця, що прилетів на планету Земля, випущений кіностудією «Союзмультфільм» у 1989 році.
Мультфільм є першим фільмом з  тетралогії про прибульця Ванюші:«Прибулець у капусті», «Прибулець Ванюша», «Ванюша і космічний пірат» і «Ванюша і велетень»

## Сюжет
У селі живуть Дід, Баба і Коза . Баба сумує, мріє про онука . Дід вирішує шукати онука в капусті, де, як відомо, знаходять немовлят. 
 Дід йде на город і спостерігає, як з неба спускається  НЛО  . Серед качанів капусти Дід виявляє істота, що дуже нагадує великого мурашки . Дід називає прибульця Ванюшою і веде з Бабою і Козою знайомити . 
 Баба радіє нежданому появи онука, запитує, звідки він ? Прибулець відповідає, що він з планети "Альфа " і що на його планеті був отриманий сигнал — хтось його родичів ображає. 
 Виявляється, Ванюша належить до  цивілізації , що розвилася з мурах. < Br / > Він вступає в контакт з пробігають повз мурахою . Мураха розповідає, що Ведмідь унадився руйнувати в лісі мурашники . Дід з Ванюшою відправляються в ліс. 
 Ванюша чарівним інопланетним способом зменшує Медведя до розмірів мурашки . Мурахи колотят Медведя . Дід з прибульцем шкодують Мишка і повертають йому колишні розміри . 
 Ведмідь клянеться, що ніколи більше не буде ображати мурах. 
 На ранок прибулець збирається відлітати. Він прощається з Дідом, Бабою, Козою, мурахами й Ведмедем . 
  НЛО  відлітає. Баба голосить: « Полетів наш онучок …» Дід сумно перебирає струни балалайки . І раптом  НЛО  повертається і з нього виходить Ванюша . Він каже, що отримав сигнал, що дуже потрібен Старим і вирішив повернутися.

## Творці
- Сценарист — Роман Качанов
- Композитор — М. Соколов
- Режисер — Володимир Данилевич
- Художник-постановник — Катерина Михайлова
- Оператор — Олександр Жуковський
- Аніматори — Наталя Дабіжа, Сергій Косіцин, Алла Соловйова
- Ляльки і декорації виготовили: Надія Лярська, Павло Гусєв, Ніна Молева, Наталя Грінберг, Володимир Алісов, Наталія Соколова, Лилианна Лютинськ, Володимир Конобеєв, Наталія Барковская, Михайло Колтунов, Анна Ветюкова, Олег Масаінов, А. Уткін, Володимир Аббакумов
- Ролі озвучували: Алефтіна Євдокимова, Світлана Харлап, Борис Новиков, Степан Бубнов, Олександра Турган
- Звукооператор — Борис Фільчиков
- Монтажер — Галина Філатова
- Редактор — Наталя Абрамова
- Директор знімальної групи — Григорій Хмара